# Tití de Hoffmanns
El tití de Hoffmanns (Plecturocebus hoffmannsi) és una espècie de primat del gènere Plecturocebus, dins la família dels pitècids (Pitheciidae). Com tots els titís, és un primat relativament petit, amb el pelatge espès i suau. Aquesta espècie viu a l'est de la conca de l'Amazones, al Brasil. Es troba a la regió en què el riu Tapajós s'uneix amb l'Amazones, al sud de l'Amazones i l'oest del Tapajós. El seu hàbitat són els boscos densos. Aquest tàxon fou anomenat en honor del naturalista alemany Wilhelm Hoffmanns.